# Musikjahr 1661
Liste der Musikjahre

◄◄ | ◄ | 1657 | 1658 | 1659 | 1660 | Musikjahr 1661 | 1662 | 1663 | 1664 | 1665 | ► | ►►

Weitere Ereignisse
Dieser Artikel behandelt das Musikjahr 1661.

## Ereignisse
- 01. März: Uraufführung des Dramas Gli amori d’Apollo con Clizia von Antonio Bertali an der Hofburg Wien in Wien
- 14. Juni: Uraufführung des Dramas Il Ciro crescente von Antonio Bertali im Park des Schlosses Laxenburg
- 17. August: Les Fâcheux (Die Lästigen), die erste Comédie-ballet des französischen Komödiendichters Molière, wird auf Schloss Vaux-le-Vicomte zur Unterhaltung des Königs Ludwig XIV. uraufgeführt.
- König Ludwig XIV. von Frankreich gründet die Académie Royale de Danse.
- Jean-Baptiste Lully wird französischer Staatsbürger.
- Erste öffentliche Opernaufführungen in Antwerpen auf der Bühne der Schouwburgh van de Oude Voetboog.

## Instrumental- und Vokalmusik (Auswahl)
- Thomas Gobert – Pseaume XVIII
- Matthew Locke – Flatt Consort
- Heinrich Schütz – Becker Psalter (überarbeitete und erweiterte Fassung)
- Gaspar de Verlit – Missae et motettae nec non quator antiphonae B. Mariae Virginis, Vol. 1

## Musiktheater
- Antonio Bertali
  - Gli amori d’Apollo con Clizia (1. März, Hofburg Wien in Wien)
  - Il Ciro crescente (14. Juni, Park des Schlosses Laxenburg)
- Jacopo Melani – Ercole in Tebe
- Antonio Sartorio – Gl’amori infruttuosi di Pirro

## Geboren

### Geburtsdatum gesichert
- 05. Februar (getauft): Barbara Kluntz, deutsche Komponistin († 1730)
- 00. Februar: Henri Desmarets, composer († 1741)
- 01. März: Franz Köck, österreichischer Orgelbauer († 1719)
- 19. März: Francesco Gasparini, italienischer Komponist († 1727)
- 26. Mai: Ludwig Andreas Gotter, deutscher Kirchenlieddichter und Jurist († 1735)
- 06. Juni: Giacomo Antonio Perti, italienischer Komponist († 1756)
- 02. September: Georg Böhm, deutscher Organist und Komponist († 1733)
- 01. November: Dancourt, französischer Dramatiker, Librettist und Schauspieler († 1725)

### Geboren um 1661
- Enoch Blinzig, deutscher Komponist und Kapellmeister († um 1737)

## Gestorben

### Todesdatum gesichert
- 04. Mai: Jean de Cambefort, französischer Sänger und Komponist (* 1605)
- 09. Mai: Alberich Mazak, österreichischer Komponist, Chorleiter und Kapellmeister (* 1609)
- 26. Juni: Lazaro Valvasensi, italienischer Komponist und Organist (* 1585)
- 29. August: Louis Couperin, Komponist, Organist und Geigenspieler (* um 1626)
- 22. September: Christoph Bach, Musikant und Großvater von Johann Sebastian Bach (* 1613)
- 29. September: Marc-Antoine Girard de Saint-Amant, französischer Lyriker und Librettist (* 1594)
- 02. Oktober: Paul Rotenburger, deutscher Orgelbauer (* 1598)
- 16. November: João Lourenço Rebelo, portugiesischer Komponist, Hofkomponist des Königs João IV. von Portugal (* 1610)
- 27. Dezember: Ambrosius Profe, deutscher Organist, Komponist und Musikherausgeber (* 1589)

### Genaues Todesdatum unbekannt
- Richard Mico, englischer Komponist (* 1590)